# 维尔布格施泰滕
维尔布格施泰滕是德国巴伐利亚州的一个市镇。总面积25.28平方公里，总人口2080人，其中男性1052人，女性1028人（2011年12月31日），人口密度82人/平方公里。